# مرجان مشکور
مرجان مشکور (به لاتین: Marjan Mashkour) باستان‌جانورشناس ایرانی مقیم فرانسه است. او نخستین ایرانی است که در رشتهٔ زیست‌باستان‌شناسی تحصیل کرده‌است. او درجهٔ دکتری خود در این رشته را در سال ۲۰۰۱ از دانشگاه پاریس ۱ (دانشگاه پانتئون-سوربن) گرفت و اکنون از پژوهشگران مرکز ملی پژوهش‌های علمی فرانسه (CNRS) است.
.